# Matuno
Matuno (em latim: Matunus; em gaulês: Matunos) foi um deus do politeísmo céltico-britônico. Ele foi cultuado na Britânia romana e altares de pedra erguidos para eles foram recuperados em Bremênio (Alto Rochester) e Habitanco (Risingam), ambas no Reino Unido. No deus gaulês chamado similarmente, Matutino, é atestado ao menos em três inscrições da Suíça; em todas é associado com Mercúrio e é também identificado com Cissônio.

## Etimologia
Seu nome vem da raiz protocelta *matu-, "bom, favorável" ou "urso" (ver também o irlandês antigo math para "urso", ou também o celta antigo *mati e o irlandês antigo maith para "bom" e o sinônimo do galês mad), e também está na raiz das cidades dos língones, inclusive Andemantuno (atual Langres, na França). A transição a partir de *matu- para math pode ser explicada pela utilização problemática da designação urso (ver o alemão "urso" ou o inglês "o Marrom"). A interpretação de Matuno significando "(deus do) bom dia" é, portanto, também possível. Os temas concorrentes i- (*mati-) e u- (*matu-) foram posteriormente divididos de tal forma que o primeiro significa "bom", e o último significa "urso".

## Inscrição dedicatória
Assume-se que Matuno era o principal deus adorado pelos língones. Pode significar "(Grande) urso" e, assim como Artaio, assumiu um papel como deus urso. É comumente classificado junto a Artio e Andarta, duas divindades de apoio. Uma unidade militar do exército romano, a Coorte dos Primeiros Língones Montados, composta principalmente pela tribo dos língones, foi estacionada em Bremênio (Alto Rochester, Nortúmbria), na Britânia. Ali foi encontrado em 1715 um santuário com uma inscrição dedicatória a ele (IRB 1265; CIL VII, 995).[a]